# Craig Pedersen
Craig Murray Arne Pedersen (North Vancouver, 13 giugno 1965) è un ex cestista e allenatore di pallacanestro canadese con cittadinanza danese.

## Carriera
Ha guidato l'Islanda a due edizioni dei Campionati europei (2015, 2017).

## Palmarès

### Giocatore
- Campionato danese: 1

Horsens IC: 1997-98

### Allenatore
- Campionato danese: 1

Svendborg Rabbits: 2009-10
- Coppa di Danimarca: 3

Svendborg Rabbits: 2007, 2011, 2013